# Jagraon
Jagraon là một thành phố và là nơi đặt hội đồng đô thị (municipal council) của quận Ludhiana thuộc bang Punjab, Ấn Độ.

## Địa lý
Jagraon có vị trí 30°47′B 75°29′Đ / 30,78°B 75,48°Đ Nó có độ cao trung bình là 234 mét (767 feet).

## Nhân khẩu
Theo điều tra dân số năm 2001 của Ấn Độ, Jagraon có dân số 60.106 người. Phái nam chiếm 53% tổng số dân và phái nữ chiếm 47%. Jagraon có tỷ lệ 68% biết đọc biết viết, cao hơn tỷ lệ trung bình toàn quốc là 59,5%: tỷ lệ cho phái nam là 71%, và tỷ lệ cho phái nữ là 65%. Tại Jagraon, 11% dân số nhỏ hơn 6 tuổi.